# Diritti LGBT in Paraguay
Le persone lesbiche, gay, bisessuali e transgender (LGBT) in Paraguay possono affrontare molteplici difficoltà. Sia l'omosessualità maschile che quella femminile sono legali in Paraguay, ma le coppie dello stesso sesso e le famiglie guidate da coppie dello stesso sesso non hanno diritto ed alcuna tutela.

## Leggi sull'attività sessuale tra persone dello stesso sesso
L'omosessualità è legale in Paraguay dal 1880. L'età del consenso in Paraguay è di 16 anni per gli omosessuali e 14 per gli eterosessuali.

## Riconoscimento delle relazioni tra persone dello stesso sesso
Non esiste alcun riconoscimento legale delle coppie formate da persone dello stesso sesso. Dal 1992 la Costituzione del Paraguay limita il matrimonio, le unioni di fatto e la famiglia a quella composta da un uomo e una donna.
L'articolo 49 sulla protezione della famiglia afferma: "La famiglia è il fondamento della società, la sua protezione completa sarà promossa e garantita, che comprende l'unione stabile di un uomo e una donna, i loro figli e la comunità formata con uno qualsiasi dei loro antenati o i loro discendenti. "
L'articolo 50 sul diritto a costituire una famiglia afferma: "Ogni individuo ha il diritto di costituire una famiglia, in una formazione e uno sviluppo in cui un uomo e una donna avranno gli stessi diritti e doveri".
L'articolo 51 sui matrimoni legali e gli effetti delle unioni di fatto, afferma: "La legge stabilirà le formalità da osservare per il matrimonio tra un uomo e una donna, i requisiti per contrarlo e le cause per la separazione o dissoluzione e il suo effetti, così come le disposizioni sulla gestione della proprietà e altri diritti e doveri tra i coniugi. Un'unione di fatto tra un uomo e una donna, che non ha impedimenti legali a sposarsi ed essendo caratterizzata da stabilità e monogamia, produce un effetto simile a quello di un matrimonio legale, in conformità con le disposizioni stabilite dalla legge ".
L'articolo 52 sull'unione nel matrimonio afferma: "L'unione nel matrimonio di un uomo e una donna è uno dei fattori fondamentali nella formazione di una famiglia".
Inoltre l'articolo 140 del codice civile paraguaiano proibisce espressamente il matrimonio tra persone dello stesso sesso.

## Adozione e genitorialità
Dal 1997 la legge sull'adozione afferma che singole persone, di qualsiasi sesso, possono adottare indipendentemente dal loro stato civile. I matrimoni e le unioni di fatto tra persone di sesso diverso e le donne single hanno uguale preferenza nell'adozione.

## Protezioni contro la discriminazione
In Paraguay non esiste alcuna protezione legale contro la discriminazione basata sull'orientamento sessuale e l'identità di genere.
Nel novembre 2015 è stato presentato al Congresso un disegno di legge per vietare la discriminazione basata sull'orientamento sessuale e sull'identità di genere.

## Identità ed espressione di genere
In Paraguay le persone transgender non sono autorizzate a cambiare legalmente il proprio nome e genere sui documenti ufficiali. A dicembre 2016, due donne trans hanno intentato una causa per cambiare il loro nome, basato sull'articolo 25 della Costituzione sulla libertà di espressione e la libera costruzione dell'identità, e l'articolo 42 del Codice Civile che consente il cambio del nome.
Nell'ottobre 2016 il Ministero della sanità pubblica e della previdenza sociale ha approvato la risoluzione 695; la quale che stabilisce che tutte le persone transgender possono utilizzare il proprio nome sociale con cui si identificano su cartelle cliniche, anamnesi e forme. Tale risoluzione stabilisce inoltre che i funzionari che lavorano nelle reti integrate di servizi sanitari (RIISS) saranno tenuti a fornire assistenza e trattare i pazienti transgender con il nome sociale con cui si identificano.

## Servizio militare
Non esiste un divieto ufficiale che impedisca l'ingresso di gay, lesbiche e bisessuali nelle Forze armate del Paraguay e della Polizia Nazionale.
Nel giugno 2010 la Camera dei Deputati ha respinto, con 42 voti contrari e 4 favorevoli, un disegno di legge che avrebbe vietato l'ingresso agli omosessuali nella forza pubblica, che consiste nelle forze armate e di polizia.

## Scuola
Nell'ottobre 2017 il governo del Paraguay ha introdotto il divieto di discussione sulle questioni LGBT all'interno delle scuole pubbliche.

## Opinione pubblica
Secondo un sondaggio del Pew Research Center, condotto tra il 26 novembre 2013 e l'8 gennaio 2014, il 15% dei paraguaiani ha sostenuto il matrimonio egualitario contro l'81% che si è detto contrario.

## Tabella riassuntiva
| Depenalizzazione dell'omosessualità                                                                           | (dal 1880)                  |
| Uguale età del consenso rispetto agli eterosessuali                                                           | No                          |
| Divieto di discriminazione nel posto di lavoro                                                                | No                          |
| Divieto di discriminazione nella fornitura di beni e servizi                                                  | No                          |
| Leggi anti-discriminazione in tutti gli altri settori (inclusa discriminazione diretta ed espressioni d'odio) | No                          |
| Matrimonio egualitario                                                                                        | (incostituzionale dal 1992) |
| Unione civile                                                                                                 | (incostituzionale dal 1992) |
| Step-child adoption                                                                                           | No                          |
| Adozione congiunta per le coppie dello stesso sesso                                                           | No                          |
| Diritto per le persone LGBT di poter servire nelle forze armate                                               | Yes                         |
| Diritto di cambiare genere legale                                                                             | No                          |
| Maternità surrogata per le coppie omosessuali                                                                 | No                          |
| Accesso alla fecondazione in vitro per le lesbiche                                                            | No                          |
| Permesso di donare il sangue                                                                                  | No                          |